# Gordon Keeble GK1
La Gordon Keeble GK1 è un'autovettura sportiva prodotta dalla Gordon Keeble tra il 1964 e il 1967.

## Sviluppo
La GK1 venne sviluppata quando la dirigenza della General Motors, su consiglio di Ed Cole e Zora Arkus-Duntov, accettò di fornire 1000 propulsori derivati dalla Chevrolet Corvette 327 per equipaggiare le vetture della piccola casa anglosassone. L'approvazione di tale manovra venne effettuata dopo un'attenta valutazione di un prototipo pre-serie del mezzo, la Gordon Keeble GT. Vennero costruite 80 autovetture nel solo 1964, ma a causa di uno sciopero avvenuto nella fabbrica dove venivano prodotti i cambi, l'azienda fallì nel 1965. Acquistata da terzi, produsse altri 19 mezzi prima di chiudere nuovamente i battenti nel 1966 a causa delle scarse vendite dovute ai prezzi troppo elevati posti sulle vetture dai nuovi proprietari dell'industria. Un ultimo mezzo venne completato nel 1967 impiegando componenti rimaste in fabbrica dopo la chiusura, portando a 100 il numero totale di GK1 realizzate.

## Tecnica
La vettura presentava una carrozzeria in fibra di vetro curata da Bertone ed era equipaggiata con un propulsore Chevrolet da 300 CV derivato dalla Corvette 327. Quest'ultimo era accoppiato a un cambio manuale a quattro velocità. L'impianto frenante era fornito dalla Girling ed era costituito da quattro freni a disco. Le sospensioni anteriori erano indipendenti con molle elicoidali, mentre quelle posteriori erano dotate di ponte De Dion. Il mezzo poteva accelerare da 0 a 100 km/h in 6 secondi, con velocità massima di 280 km/h. Come dotazione la GK1 forniva sedili avvolgenti reclinabili e regolabili, alzacristalli elettrici, tergicristalli a due velocità, radio con altoparlanti gemelli, cinture di sicurezza e interni in vinile.